# Rode aardbeispinazie
Rode aardbeispinazie (Blitum virgatum, synoniem: Chenopodium foliosum) is een plant uit de amarantenfamilie. (Amaranthaceae). De soort is van Oost-Aziatische oorsprong en komt in vrijwel heel Europa in het wild voor. 
Deze soort draagt de rode schijnvruchtjes in de bladoksels. Sinds het begin van de twintigste eeuw is hij ingeburgerd op een paar plekken in de kalkrijke duinen van Nederland van waaruit hij zich langzaam verspreidt. In België is de plant alleen adventief bekend. Hij groeit op omgewerkte stikstofrijke zandgrond. Wanneer deze plant wordt ingedeeld onder het geslacht Blitum dan luidt de wetenschappelijke naam Blitum virgatum L.